# Le Parfum
Pour les articles homonymes, voir Parfum (homonymie).
Pour le film, voir Le Parfum, histoire d'un meurtrier.
Le Parfum, initialement sous-titré Histoire d'un meurtrier (en allemand : Das Parfum, die Geschichte eines Mörders) est un roman de l'écrivain allemand Patrick Süskind, paru en 1985. Dès sa publication, il a connu un très grand succès et a aussitôt été traduit dans de nombreuses langues. En vingt ans, le livre a été traduit en quarante-huit langues et vendu à vingt millions d'exemplaires. Le livre a été traduit de l'allemand au français par Bernard Lortholary. Il fut adapté au cinéma par Tom Tykwer en 2006.
L'action se situe au XVIIIe siècle à Paris, puis en Auvergne, à Montpellier, à Grasse et enfin à nouveau à Paris.

## Le récit

### Enfance
L'histoire débute à Paris le 17 juillet 1738. Jean-Baptiste Grenouille, le héros du roman, naît au cimetière des Innocents, terrain qui fait aussi office de marché. Sa mère, poissonnière, accouche accroupie, au milieu d'un tas de déchets, de la même manière que pour ses quatre autres précédents enfants mort-nés, et tente de le tuer. Mais Jean-Baptiste Grenouille survit et se met à pousser des cris, ce qui attire l'attention des passants et conduit la mère à la condamnation à mort pour infanticide. L'enfant est alors recueilli par une nourrice. Mais la nourrice est troublée par cet enfant qui n'a pas d'odeur et le laisse aux soins d'un moine. Le moine est lui aussi troublé par la manière dont Grenouille le sent. Il s'en débarrasse chez madame Gaillard qui recueille des enfants pour de l'argent. Mais les autres enfants rejettent Grenouille en lui faisant subir des sévices physiques et en essayant même de l'étouffer.
Cependant, Grenouille s'accroche à la vie et résiste à toutes les maladies. Il est d'ailleurs comparé dans le roman à une « tique » qui a délibérément choisi la vie en criant lors de sa naissance et par défi. Comme une tique, il peut rester patient indéfiniment, attendant le bon moment pour se libérer et accomplir la mission de sa vie.

### Apprentissage

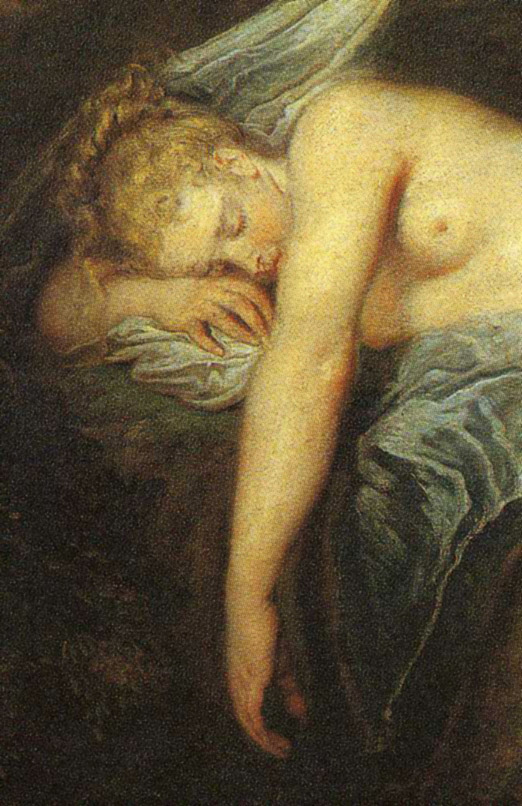
Couverture du livre : Watteau, Jupiter et Antiope.

À l'âge de huit ans, il est confié à Grimal, un tanneur brutal chez qui il devient apprenti. Alors que tous les tanneurs sont incommodés par l'odeur nauséabonde qui se dégage de la fabrique, Jean-Baptiste s'en accommode parfaitement. Il attrape une splénite (inflammation de la rate), maladie généralement mortelle, à laquelle il survit. Il effectue de nombreuses promenades dans Paris et découvre qu'il est doté d'un nez très fin qui lui permet de décomposer toutes les odeurs. Au bout d'un certain temps, il connaît toutes les odeurs de Paris.
Il rencontre, le soir du 1er septembre 1753, une jeune fille rousse, de la rue des Marais, aux yeux verts, qui dégage une odeur indicible, ce qui le trouble profondément. Pour la première fois de sa vie, Grenouille ressent une forte émotion. Il doit posséder ce parfum extraordinaire, voilà désormais le sens de sa vie. Il tue alors la jeune fille en l'étouffant. Une fois morte, il l'étend sur le sol et arrache sa robe. L'effluve de parfum le submerge lorsqu'il renifle goulûment l'entièreté du parfum émanant de son corps nu. Ce meurtre et l'obtention de ce formidable parfum sont les éléments qui vont déterminer la vie de Grenouille : maintenant il ne vivra que pour une seule chose : « connaître le secret pour pouvoir conserver les odeurs ».
Il se rend chez un maître parfumeur, Giuseppe Baldini, vivant dans un des immeubles bâtis sur le Pont au Change, et réussit à se faire prendre comme apprenti, en démontrant ses formidables capacités olfactives. Grenouille crée de nouveaux parfums pour le compte de Baldini. Baldini n'a jamais créé de parfum. Sa réputation déclinante était à l'origine usurpée. Il fait passer les créations de Grenouille pour les siennes et saisit l'occasion de s'enrichir et profiter d'un nouveau succès.
Grenouille apprend avec Baldini tout l'art des parfumeurs et s'intéresse particulièrement à la technique de la distillation qui lui permet de s'emparer de l'odeur des fleurs. Néanmoins, Grenouille n'arrive pas à capter l'odeur d'objets, comme du laiton, ce qui le rend terriblement malade. Il apprend de Baldini que d'autres techniques plus sophistiquées, comme celle de l'enfleurage, sont utilisées dans la ville de Grasse, ce qui le guérit immédiatement. Dès lors, Grenouille veut se rendre à Grasse, mais il doit d'abord être compagnon. Baldini le fait compagnon après l'avoir exploité pendant trois ans. Grenouille part alors pour Grasse et entreprend son voyage initiatique.

### Voyage
Au cours du chemin, il découvre qu'il hait l'odeur des hommes, ce qui le pousse à se terrer dans une grotte du Plomb du Cantal, un volcan d'Auvergne isolé du monde et des hommes.
Pour la première fois, l'ancien employé de Baldini n'aura pas à supporter la puanteur humaine.
Grenouille va rester pendant sept ans reclus dans la grotte, dans laquelle il se crée son propre royaume d'odeurs. Il passe ses journées à se souvenir des parfums qu'il a connus, et finit toujours par celui de la jeune fille assassinée. Ce parfum lui donne un formidable plaisir. Un jour, Grenouille rêve de son odeur mais il ne peut pas la sentir, il se rend compte alors qu'il n'a pas d'odeur, ce qui est un comble pour quelqu'un capable de voir le monde par ses odeurs. Cette terrible découverte le pousse à quitter sa grotte.
Lorsqu'il redescend dans la vallée, il est recueilli par le marquis de la Taillade-Espinasse, qui compte utiliser Grenouille comme preuve d'une de ses théories scientifiques. Il est amené à Montpellier où il se fabrique un parfum qui lui permet d'avoir une odeur humaine et d'exister pour les autres humains. Auparavant Grenouille passait inaperçu à cause de son manque d'odeur. Il comprend alors que « qui maîtrisait les odeurs, maîtrisait le cœur des hommes », ce qui le pousse à entreprendre la réalisation d'un parfum pouvant dominer et asservir les hommes.

### Grasse
Enfin, il arrive à Grasse où il commence à travailler chez madame Arnulfi. C'est ici qu'il poursuit et terminera sa quête du parfum absolu. Il apprendra de nouvelles techniques, dont l'enfleurage, avec l'amant de madame Arnulfi, le compagnon Druot. Mais son but ultime est de s'emparer du parfum de la fille du deuxième consul, Laure Richis, qui est une personne exhalant une odeur des plus indicibles (supérieure à celle de la jeune fille tuée à Paris). Grenouille fait des expérimentations et découvre alors que la technique de l'enfleurage lui permet de capter l'odeur des êtres vivants.
Afin de s'approprier ces odeurs indicibles, Grenouille doit sacrifier les jeunes et belles filles vierges qui les exhalent (il en tue vingt-quatre) ; il leur coupe également les cheveux. Ces tueries en série plongent la ville de Grasse dans un état de psychose. Le père de Laure fera tout son possible pour éviter un tragique destin à sa fille, car il a compris que le meurtrier ne s'intéresse qu'à de fraîches jeunes filles et qu'il ne peut donc pas laisser Laure en vie. Grenouille tuera cette dernière alors que son père l'emmenait avec lui au loin. Grenouille sera arrêté quelques jours après, mais il aura eu le temps d'accomplir son grand œuvre et fabriquer son plus grand parfum grâce à l'essence de Laure, combinée à celle des 24 vierges. Alors qu'il s'avance sur l'échafaud pour être exécuté, Grenouille met sur lui un peu de son parfum et, aussitôt, le public en ressent les effets et perd peu à peu la raison, ce qui le conduit à une immense orgie au pied de l'échafaud, à laquelle le condamné, dénué de tout sentiment, ne prend bien évidemment pas part. Grenouille est alors perçu comme un être pur et innocent, un ange descendu sur terre qui n'a aucune raison d'être exécuté. Grenouille a réussi à créer le parfum absolu qui le fait passer pour un dieu auprès des hommes. Il sera même adopté par le père de Laure. Mais, conscient de sa situation précaire, il quitte Grasse pour retourner à Paris.

### Épilogue
Grenouille est devenu le meilleur parfumeur avec son parfum capable d'inspirer l'amour aux êtres humains. Mais il les hait. De plus, sa quête pour acquérir sa propre odeur n'a abouti à rien : il ne peut se sentir, n'a pas d'odeur, donc pas d'identité. Sa vie n'a donc pour lui plus d'intérêt. De retour à Paris, il se rend au cimetière des Innocents, un endroit qui empeste la mort. Il décide de s'asperger de son parfum. Les criminels, prostituées et personnes des alentours sont attirés par ce qu'ils croient être un ange. L'attirance est tellement forte qu'ils en viennent à dépecer Grenouille et à le manger. Une demi-heure plus tard, Grenouille disparaît de la surface de la Terre.

## Les personnages
- Jean-Baptiste Grenouille : personnage principal de l'histoire, il est doté d'une forte ambivalence, héros / anti-héros. Possédant un odorat extraordinaire, et ne possédant lui-même aucune odeur, sa vie entière sera menée dans la violence et l'incertitude, avec pour but la création du parfum parfait. Néanmoins, une fois son œuvre accomplie, sa vie n'aura plus aucun sens pour lui, et il ira de lui-même à sa mort. Il est dépourvu de tout sentiment du bien et du mal. Il est habité par une âme limpide, vide de toute émotion. Il ne vit que par l'odeur, les phéromones et les arômes. Sans cette dimension, il ne serait rien. Il n'a aucune odeur qui lui est propre, ce qui effraie les gens qui le rencontrent et le côtoient tout au long du roman. Cette absence olfactive lui permet de passer totalement inaperçu auprès des gens. Par la suite, cette absence d'odeur, dont il ne se rend compte lui-même que très tardivement, sera compensée par la création de parfums créés à partir d'odeurs humaines plus qu'attrayantes, qui lui permettront d'être remarqué par les autres. Il a également un odorat extrêmement développé qui lui permet de reconnaître les odeurs les plus imperceptibles et ainsi décortiquer chaque odeur en segments d'arômes. Dès le moment où Grenouille voit le jour, il perçoit et découvre le monde avec son nez, ce qui représente sa seule source de jouissance. Il a aussi une excellente mémoire olfactive : il est capable de se souvenir de toutes les odeurs qu'il a senties. De plus, il peut assembler mentalement des odeurs pour ensuite créer des parfums.

- Madame Gaillard : femme sans odorat tenant un orphelinat, et ayant recueilli Grenouille. Ayant perdu toute raison de vivre, elle ne vit plus que pour mourir chez elle, et non à l'hôtel Dieu, comme son mari, au milieu d'autres mourants. Elle économise son argent, et est quand même juste avec les enfants, même avec Grenouille, car ne possédant pas d'odorat, elle ne peut pas lui reprocher de ne pas avoir d'odeur, contrairement à la précédente nourrice de Grenouille. Néanmoins, elle s'en débarrasse chez Grimal lorsque plus personne ne paye pour lui. Finalement elle ne mourra qu'à quatre-vingt-dix ans, après avoir arrêté de travailler, ruinée par la Révolution, et envoyée à l'hôtel Dieu.

- Grimal : maître tanneur exigeant et parfois violent. Il vend Grenouille pour vingt livres à Baldini et meurt le soir de sa vente, lors d'une chute, après s'être saoulé, avec l'argent de Baldini.

- Baldini : son père était un célèbre parfumeur, qui fabriqua de très beaux succès. À l'inverse, Giuseppe Baldini n'a rien inventé jusqu'à sa rencontre avec Grenouille. Ce dernier lui permet de découvrir plus de six cents formules de parfums, qui s'écoulent très facilement dans le tout Paris. Cependant, il n'est pas à l'aise avec Grenouille, pour deux raisons : son odeur, et le fait de ne rien lui donner en échange de son travail. Il meurt peu après le départ de Grenouille, dans l'effondrement du logement dans lequel il habite.

- Marquis de la Taillade-Espinasse : Homme passionné de médecine et de sciences, il effectue des expériences sur le gaz létal, qui pour lui se trouverait dans la terre. Il apprend l'aventure de Grenouille, ayant hiberné sept ans, dans une grotte, et voit en lui une preuve de sa théorie. Il organise des conférences avec Grenouille ce qui lui permet de prouver sa théorie. Il décide un peu plus tard l'ascension d'une montagne de plus de deux mille mètres, nu, afin de prouver sa théorie, et d'en redescendre, tel un fringant jeune homme de vingt-cinq ans. Il meurt dans cette ascension.

- Madame Arnulfi : veuve, vivant à Grasse, avec son amant le compagnon Druot, elle tient une parfumerie, aux méthodes modernes héritées de son mari. Grenouille travaille chez elle pour apprendre les techniques d'enfleurage. Druot sera accusé à tort des meurtres des jeunes filles.

- Antoine Richis : Homme le plus riche de Grasse et actif dans la politique de la ville, il comprend très vite le but du meurtrier. Il décide alors de tout faire pour protéger sa fille, seule personne lui restant après la mort de sa femme. Il échoue néanmoins, et adopte même Grenouille, grâce au pouvoir du parfum de ce dernier.

Tous les personnages qui ont côtoyé Grenouille et qui l'ont exploité meurent de manière horrible. C'est le cas pour Madame Gaillard, Grimal, Baldini, sa mère, le marquis et Druot. Il en est de même des jeunes filles qu'il rencontre à Paris et Grasse.

## Structure du livre
Le livre est composé de quatre parties, divisées en 51 chapitres :
- Première partie : Du chapitre 1 au chapitre 22 : Cette partie correspond à l'enfance de Grenouille et à son apprentissage chez Baldini. Elle s'arrête lorsque Grenouille part pour Grasse et se déroule intégralement à Paris et dure 18 ans de 1738 à 1756.
- Deuxième partie : Du chapitre 23 au chapitre 34 : Grenouille s'isole dans sa grotte, se rend compte qu'il n'a pas d'odeur, rencontre le marquis et repart pour Grasse. Cette partie se déroule principalement au Plomb du Cantal pendant sept ans.
- Troisième partie : Du chapitre 35 au chapitre 50 : Grenouille travaille à Grasse, il tue 24 jeunes filles, ainsi que Laure. Il est ensuite condamné et essaye son parfum ultime. Cette partie dure trois ans.
- Quatrième partie : Chapitre 51 : Retour à Paris et mort de Grenouille. Il meurt le 25 juin 1767 à 28 ans.

## Les centres d'intérêt
Les centres d'intérêt sont multiples et touchent principalement le contexte du roman, à savoir la France du XVIIIe siècle.
- L'hygiène, la saleté : ce roman montre la France pré-révolutionnaire. Les personnes sont souvent décrites comme très sales, et possédant une odeur nauséabonde. Les odeurs des personnages sont souvent décrites de manière précise, et elles sont souvent composées d'odeurs de sueur, d'odeurs relatives à leur travail, ou environnement. Tout cela de manière précise, ce qui peut parfois donner une impression de dégoût au lecteur.

- La société du XVIIIe siècle : elle apparaît comme une société violente, dès la première page, lorsque Grenouille naît, et que sa mère tente de le tuer. Quelques lignes après, celle-ci est exécutée. La mort poursuivra, par la suite, presque tous les personnages importants de l'histoire, et se terminera par la mort de Grenouille. De plus la société paraît relativement pauvre, mais néanmoins, les gens n'ont pas l'air de s'en plaindre. Les stéréotypes des pensées et croyances de l'époque (la religiosité populaire, mais aussi la philosophie des Lumières en vogue chez l'élite intellectuelle) sont aussi décrits.

- Les odeurs et les parfums : ce sont les thèmes récurrents de l'histoire. Ils sont omniprésents page après page et sont volontairement en surabondance. Ils créent des paysages olfactifs : des ambiances de puanteur, d'odeurs corporelles ou des parfums frais de fleurs. Les odeurs de fleurs, de plantes, d'animaux ou d'arômes sautent au nez du lecteur, ce qui fait de ce roman un petit voyage olfactif qui fait travailler un sens normalement en sommeil dans les romans.

- Grenouille, un tueur en série : ressort moins original que les précédents, car plus exploité par la littérature contemporaine. Jean-Baptiste Grenouille est emporté par sa passion pour les parfums. Il recherche le parfum absolu, celui qui grise tout le monde, hommes et femmes. C'est le parfum corporel naturel qui émane des jeunes filles, mais très important, elles doivent être vierges, sans quoi leur parfum serait gâché. Il devient un criminel : il tue 26 jeunes femmes, pour extraire de leur corps ce parfum absolu, qui est la recherche de toute sa vie de parfumeur.

Le romancier s'est beaucoup inspiré de l'essai de l'historien Alain Corbin, Le Miasme et la Jonquille (1982). Il se serait aussi inspiré du parfumeur Jean Marie Farina, obsessionnel des senteurs comme Jean-Baptiste Grenouille.

## Inspirations possibles
L’histoire vraie du tueur en série espagnol Manuel Blanco Romasanta (1809-1863), aussi connu sous le nom du Loup-Garou d'Allariz, qui tua plusieurs femmes et enfants afin d’extraire la graisse de leur corps et de la transformer en savon, ressemble à celle du personnage principal.
Le nom de Jean-Baptiste Grenouille rappelle celui du parfumeur français Paul Grenouille, qui changea son nom en Grenoville lorsqu’il ouvrit sa maison de parfum de luxe en 1879.

## Éditions imprimées en français
- Patrick Süskind (auteur) et Bernard Lortholary (traducteur), Le Parfum : Histoire d'un meurtrier [« Das Parfüm : die Geschichte eines Mörders »], Fayard, 1er décembre 1986, 359 p. (ISBN 978-2-213-02710-4, BNF 34871636).
- Patrick Süskind (auteur) et Bernard Lortholary (traducteur), Le Parfum : Histoire d'un meurtrier [« Das Parfüm : die Geschichte eines Mörders »], Librairie générale française, coll. « Le Livre de poche » (no 6427), 1988, 307 p. (ISBN 978-2-253-04490-1, BNF 34928165).

## Livres audio en français
- Patrick Süskind (trad. de l'allemand par Bernard Lortholary), Le Parfum : Histoire d'un meurtrier [« Das Parfüm : die Geschichte eines Mörders »], Paris, éd. Livraphone, 4 décembre 1998 (ISBN 978-2-87809-188-5, BNF 38550258)Narrateur : François Berland ; support : 6 cassettes audio ; durée : 8 h 20 min environ ; référence éditeur : Livraphone vox libri LIV338.
- Patrick Süskind (trad. de l'allemand par Bernard Lortholary), Le Parfum : Histoire d'un meurtrier [« Das Parfüm : die Geschichte eines Mörders »], Paris, éd. Livraphone, 2003 (ISBN 978-2-87809-305-6, BNF 39028238)Narrateur : François Berland ; support : 8 disques compacts audio ; durée : 8 h 20 min environ ; référence éditeur : Livraphone LIV338 C.
- Patrick Süskind (trad. de l'allemand par Bernard Lortholary), Le Parfum : Histoire d'un meurtrier [« Das Parfüm : die Geschichte eines Mörders »], Paris, éd. Livraphone, 4 mai 2005 (EAN 335-89-500-0084-5, BNF 40103914)Narrateur : François Berland ; support : 1 disque compact audio MP3 ; durée : 8 h 20 min environ ; référence éditeur : Livraphone LIV 338M.
- Patrick Süskind (trad. de l'allemand par Bernard Lortholary), Le Parfum : Histoire d'un meurtrier [« Das Parfüm : die Geschichte eines Mörders »], Ville-d'Avray, éd. Sixtrid, 25 juin 2010 (EAN 335-89-500-0207-8, BNF 42287501)Narrateur : François Berland ; support : 1 disque compact audio MP3 ; durée : 8 h 20 min environ ; référence éditeur : Sixtrid éditions A11M. Édition strictement identique à la précédente, hormis la présentation et le changement de marque, lié à un redéploiement des activités de Livraphone.

## Adaptations

### Cinéma
- 2006 : Le Parfum, histoire d'un meurtrier de Tom Tykwer avec Ben Whishaw, Alan Rickman, Rachel Hurd-Wood, Dustin Hoffman.
- 2022 : Le Parfumeur[2] de Nils Willbrandt (de) avec Emilia Schüle, Ludwig Simon, Robert Finster.

### Télévision
- 2018 : Le Parfum, libre adaptation en six épisodes, transposée aux XXe et XXIe siècles.